# Drosophila sharpi
Drosophila sharpi е вид насекомо от семейство Плодови мушици (Drosophilidae). Видът е критично застрашен от изчезване.

## Разпространение
Видът е ендемичен за Хаваите, където се среща само на остров Кауаи.